# Kateríni
Kateríni (grec Κατερίνη) és una ciutat de Macedònia Central. És la capital del districte regional de Pieria i del deme (municipi) de Kateríni. Es troba a la plana de Pieria entre l'Olimp i el golf termal a 14 m d'altitud. Aquesta ciutat té 56.576 habitants. És a prop de Tessalònica, la segona ciutat més gran de Grècia després d'Atenes. El dinamisme d'aquesta gran metròpoli ha tingut un impacte positiu a Kateríni, que està connectada amb la seva gran veïna per l'autopista GR-1 i travessada per la línia de ferrocarril que uneix Tessalònica amb la capital.
La proximitat del mar, situada a 6 km, i nombrosos jaciments arqueològics com la  Díon o el castell de Platamon donen un atractiu turístic a la ciutat. A l'estiu, aquesta ciutat és un autèntic imant per a tots els turistes serbis, búlgars i macedonis (Skopje) sense cap tensió.
El topònim Kateríni prové del nom de Caterina d'Alexandria (Agia Aikaterini), màrtir ortodoxa del segle IV.

## Agermanaments
- Maintal (Alemanya) des del 26 de març de 1995[1]

## Galeria

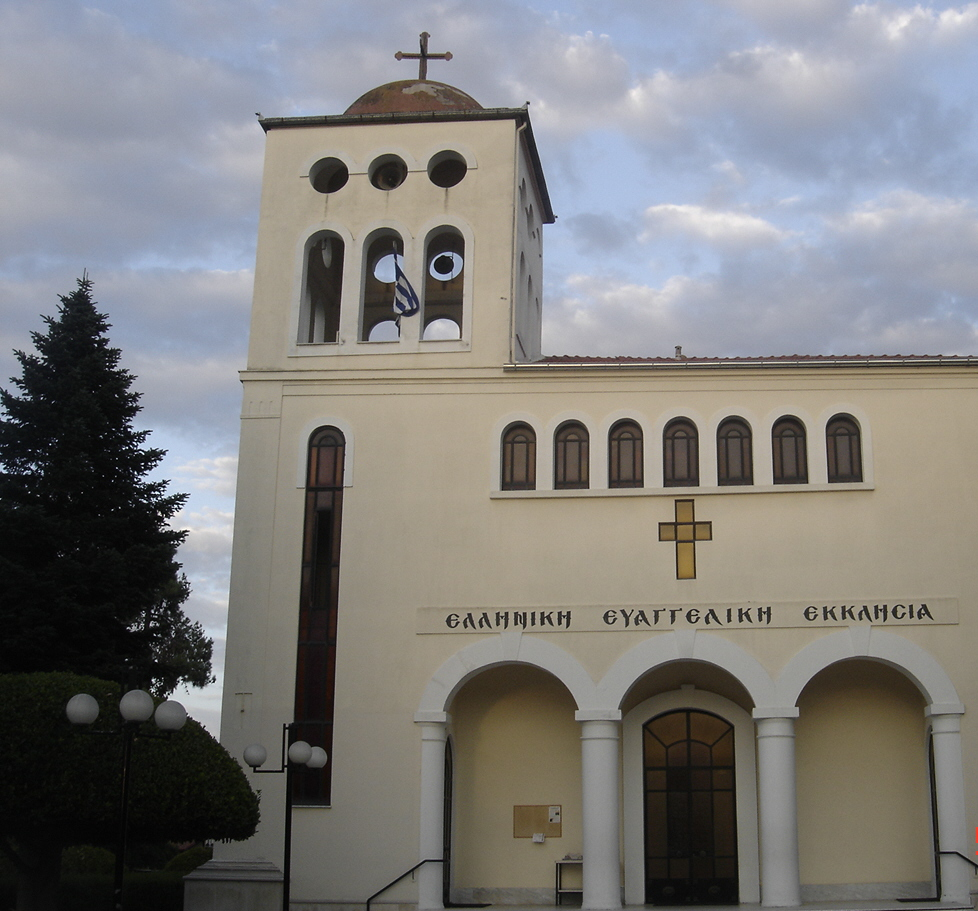
Església Evangèlica.
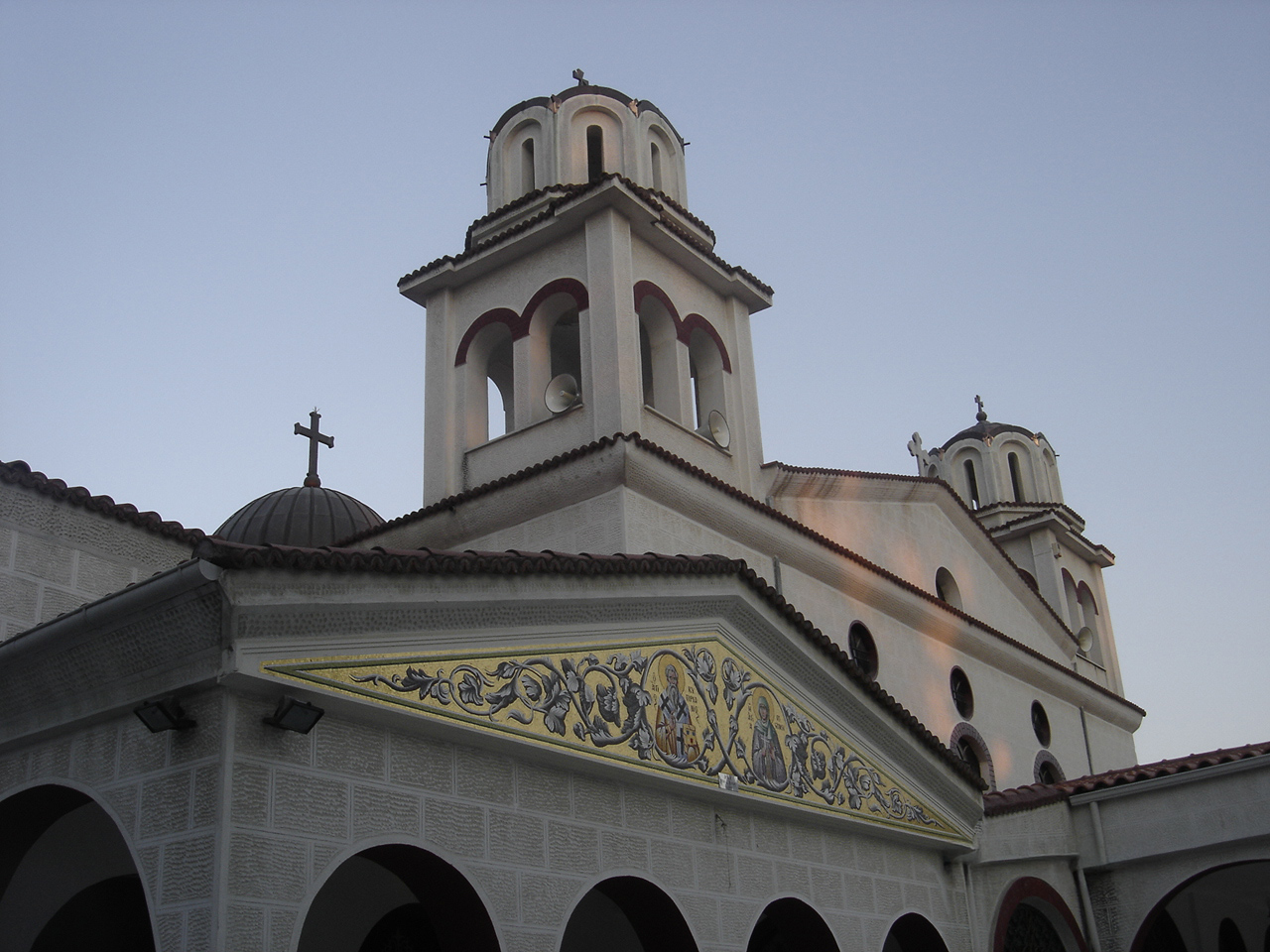
Església de la Santíssima Trinitat.
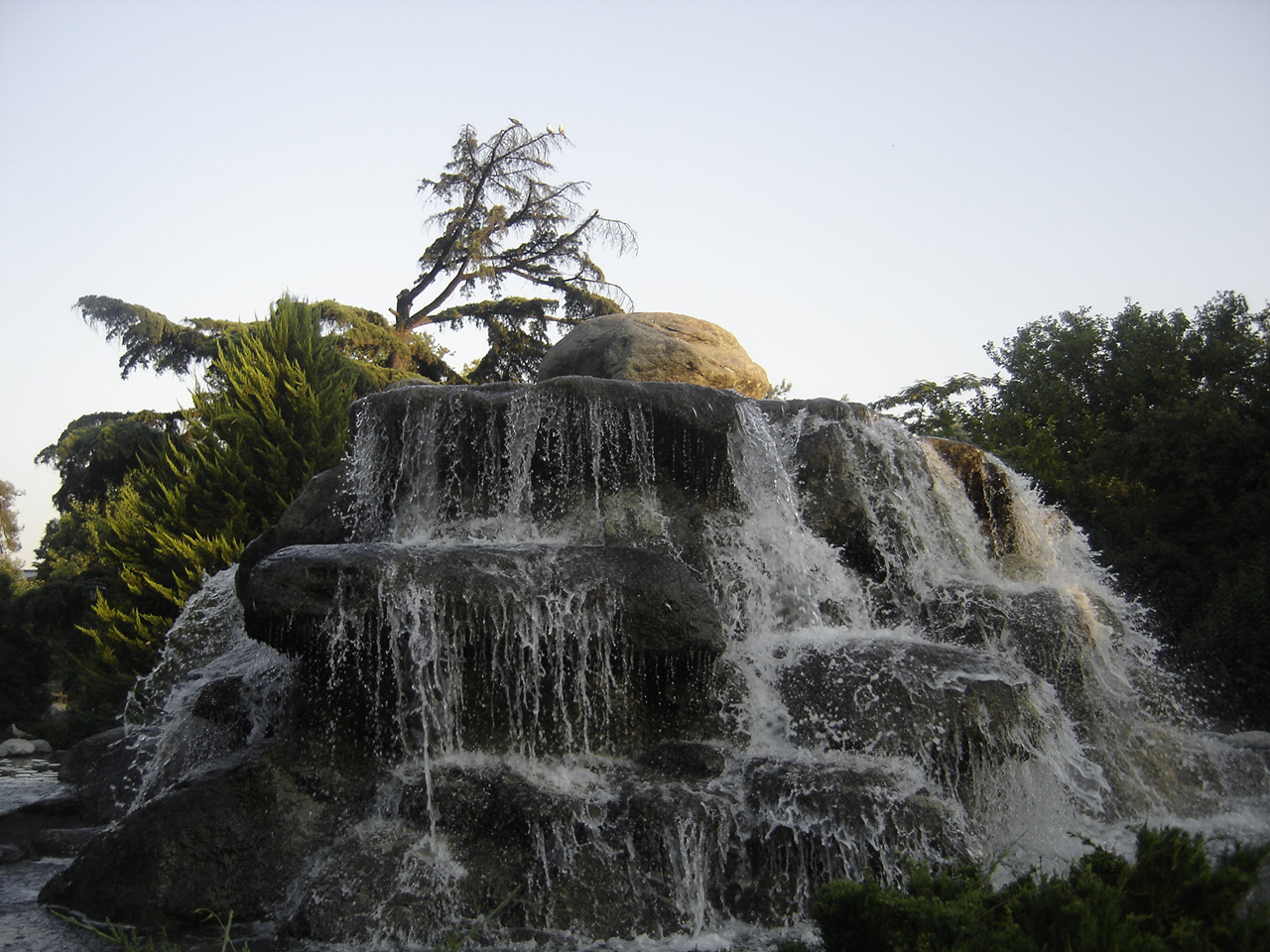
Vista del parc.
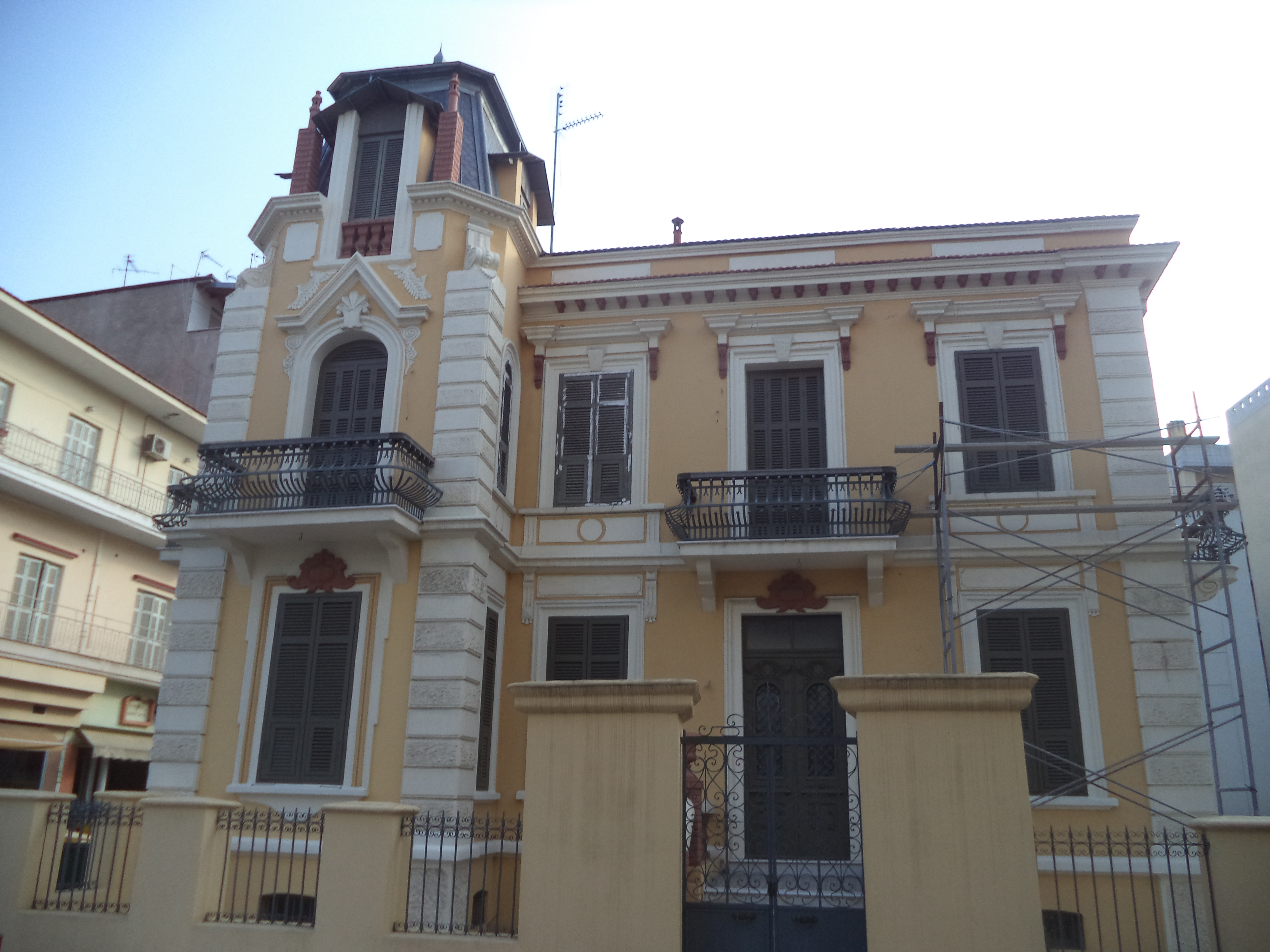
Mansió Tsalopoulos